# Kernkraftwerk Callaway
Das Kernkraftwerk Callaway (englisch Callaway Nuclear Generating Station) mit einem Druckwasserreaktor im Callaway County im US-Bundesstaat Missouri  wird von AmerenUE betrieben.

## Geschichte
Das Projekt wurde am 1. September 1975 mit dem Bau von Reaktor 1 begonnen, am 1. Oktober des gleichen Jahres folgte der Baubeginn von Reaktor 2, am 1. Oktober 1981 wurde der Bau von Reaktor 2 jedoch aufgegeben. Block 1 wurde am 24. Oktober 1984 mit dem Netz synchronisiert.

Am 24. Juli 2008 beantragte AmerenUE eine Combined License (COL) zum Bau eines US-EPR, dieser Plan wurde am 12. August 2015 storniert.

Am 6. März 2015 hat die NRC (Nuclear Regulatory Commission) die Betriebsgenehmigung für das Kernkraftwerk bis zum 18. Oktober 2044 verlängert.

## Daten der Reaktorblöcke
Das Kernkraftwerk Callaway hat einen in Betrieb befindlichen und einen verworfenen Block:
| Reaktorblock | Reaktortyp         | Netto- leistung | Brutto- leistung | Baubeginn  | Netzsyn- chronisation | Kommer- zieller Betrieb | Abschal- tung                      |
| ------------ | ------------------ | --------------- | ---------------- | ---------- | --------------------- | ----------------------- | ---------------------------------- |
| Callaway-1   | Druckwasserreaktor | 1190 MW         | 1236 MW          | 16.04.1976 | 24.10.1984            | 19.12.1984              | (2044 geplant)                     |
| Callaway-2   | Druckwasserreaktor | 1120 MW         | 1176 MW          | 01.10.1975 | -                     | -                       | Bau am 1. Oktober 1981 abgebrochen |